# Construccions de pedra seca XV
Les Construccions de pedra seca XV són una cabana de l'Albi (Garrigues) inclosa a l'Inventari del Patrimoni Arquitectònic de Catalunya.

## Descripció
Es tracta d'una cabana de pastors que s'utilitza com a aixopluc ocasional. Està feta amb grans pedres. Té un especial interès, ja que es considera que la seva volta és la major feta a tot el terme de l'Albi. Al seu interior hi ha una llar de foc, una taula de pedra i una menjadora pels animals.
Cal destacar a més a més, l'arc del llindar de la porta fet amb tres dovelles i els seus muntants. Anteriorment hi havia l'era al darrere, això fa pensar que en aquest habitacle hi passaven moltes temporades per a recollir les olives i després batre-ho tot. A la llinda de la porta hi ha una inscripció amb les dates d'inici i finalització de les obres: 1870-1879.

## Història
Durant la guerra civil (1936-1939) hi vivien una família de Barcelona que es dedicava a fer de sargaires.